# Albourne
Albourne – wieś w Anglii, w hrabstwie West Sussex, w dystrykcie Mid Sussex. Leży 42 km na wschód od miasta Chichester i 64 km na południe od Londynu. W 2001 miejscowość liczyła 600 mieszkańców.